# CBR3
CBR3 (англ. Carbonyl reductase 3) – білок, який кодується однойменним геном, розташованим у людей на короткому плечі 21-ї хромосоми. Довжина поліпептидного ланцюга білка становить 277 амінокислот, а молекулярна маса — 30 850.
| 10         |  | 20         |  | 30         |  | 40         |  | 50         |
| ---------- |  | ---------- |  | ---------- |  | ---------- |  | ---------- |
| MSSCSRVALV |  | TGANRGIGLA |  | IARELCRQFS |  | GDVVLTARDV |  | ARGQAAVQQL |
| QAEGLSPRFH |  | QLDIDDLQSI |  | RALRDFLRKE |  | YGGLNVLVNN |  | AAVAFKSDDP |
| MPFDIKAEMT |  | LKTNFFATRN |  | MCNELLPIMK |  | PHGRVVNISS |  | LQCLRAFENC |
| SEDLQERFHS |  | ETLTEGDLVD |  | LMKKFVEDTK |  | NEVHEREGWP |  | NSPYGVSKLG |
| VTVLSRILAR |  | RLDEKRKADR |  | ILVNACCPGP |  | VKTDMDGKDS |  | IRTVEEGAET |
| PVYLALLPPD |  | ATEPQGQLVH |  | DKVVQNW    |  |            |  |            |

A: Аланін

C: Цистеїн

D: Аспарагінова кислота

E: Глутамінова кислота

F: Фенілаланін

G: Гліцин

H: Гістидин

I: Ізолейцин

K: Лізин

L: Лейцин

M: Метіонін

N: Аспарагін

P: Пролін

Q: Глутамін

R: Аргінін

S: Серин

T: Треонін

V: Валін

W: Триптофан

Кодований геном білок за функціями належить до оксидоредуктаз, фосфопротеїнів. 
Задіяний у такому біологічному процесі, як ацетилювання. 
Білок має сайт для зв'язування з НАДФ. 
Локалізований у цитоплазмі.